# Leurus vaporus
Leurus vaporus är en stekelart som beskrevs av Ian D. Gauld och Sithole 2002. Leurus vaporus ingår i släktet Leurus och familjen brokparasitsteklar. Inga underarter finns listade i Catalogue of Life.